# Park Jagielloński w Stargardzie
Park Jagielloński położony we wschodniej części Starego Miasta w Stargardzie, nad rzeką Iną, wchodzi w skład stargardzkich plant, od północy graniczy z Parkiem Zamkowym, a od zachodu z Parkiem Popiela.
Zajmuje obszar 4,4 ha, jest najniżej położonym parkiem w Stargardzie - 19–20 m n.p.m

## Przyroda

### Drzewostan
W parku znajdują się dwa pomniki przyrody. Pierwszym jest dąb szypułkowy, drugi natomiast to wierzba biała. Ponad to można tam spotkać takie drzewa jak: kasztanowiec biały, topola kanadyjska, klony: pospolity  i jawor, wiąz, lipa drobnolistna, olsza czarna czy jesion wyniosły.  

### Zwierzęta
Nie występują tu liczne zwierzęta z powodu bliskiego sąsiedztwa obwodnicy miasta. Można jednak spotkać liczne ryby w zbiornikach wodnych, między innymi: troć, leszcz czy szczupak. 